# Nœux-les-Mines
Nœux-les-Mines est une commune française située dans le département du Pas-de-Calais en région Hauts-de-France. Ses habitants sont appelés les Nœuxois. La commune est membre de la communauté d'agglomération de Béthune-Bruay, Artois-Lys Romane.
La commune de Nœux-les-Mines, qui porte ce nom depuis 1887, située dans le sud-est du département du Pas-de-Calais, à 6 km}, à vol d'oiseau, au sud de la commune de Béthune, est une commune du bassin minier du Nord-Pas-de-Calais. C’est une commune de type centre urbain intermédiaire, appartenant à l’unité urbaine de Béthune, avec une population de 11 384 habitants au dernier recensement de 2022, elle a connu un pic de population en 1962 avec 14 113 habitants..
Depuis 1996, la commune est connue pour son domaine skiable installé sur un ancien terril, la station de ski artificielle la plus basse de France.
La commune est riche de six monuments qui font l’objet d’une inscription au titre des monuments historiques. 
La Compagnie des mines de Nœux y a exploité la fosse no 1 - 1 bis, inscrite sur la liste du patrimoine mondial de l’UNESCO, et la fosse no 3 - 3 bis.
Après la Première Guerre mondiale, la commune est décorée de la croix de guerre 1914-1918.

## Géographie

### Localisation
Localisée dans l'est du département du Pas-de-Calais, Nœux-les-Mines est un centre urbain situé, à vol d'oiseau, à 6 km au sud de la commune de Béthune (chef-lieu d'arrondissement).
Le territoire de la commune est limitrophe de ceux de neuf communes.
Les communes limitrophes sont Verquigneul, Barlin, Drouvin-le-Marais, Hersin-Coupigny, Houchin, Labourse, Mazingarbe, Sains-en-Gohelle et Verquin.

### Géologie et relief
La superficie de la commune est de 8,84 km2 ; son altitude varie de 23  à   76 m.

### Hydrographie
Le territoire de la commune est situé dans le bassin Artois-Picardie.
La commune est traversée par la Loisne amont, cours d'eau naturel de 10,52 km, qui prend sa source dans la commune de Hersin-Coupigny et se jette dans le canal de Beuvry au niveau de la commune de Beuvry.

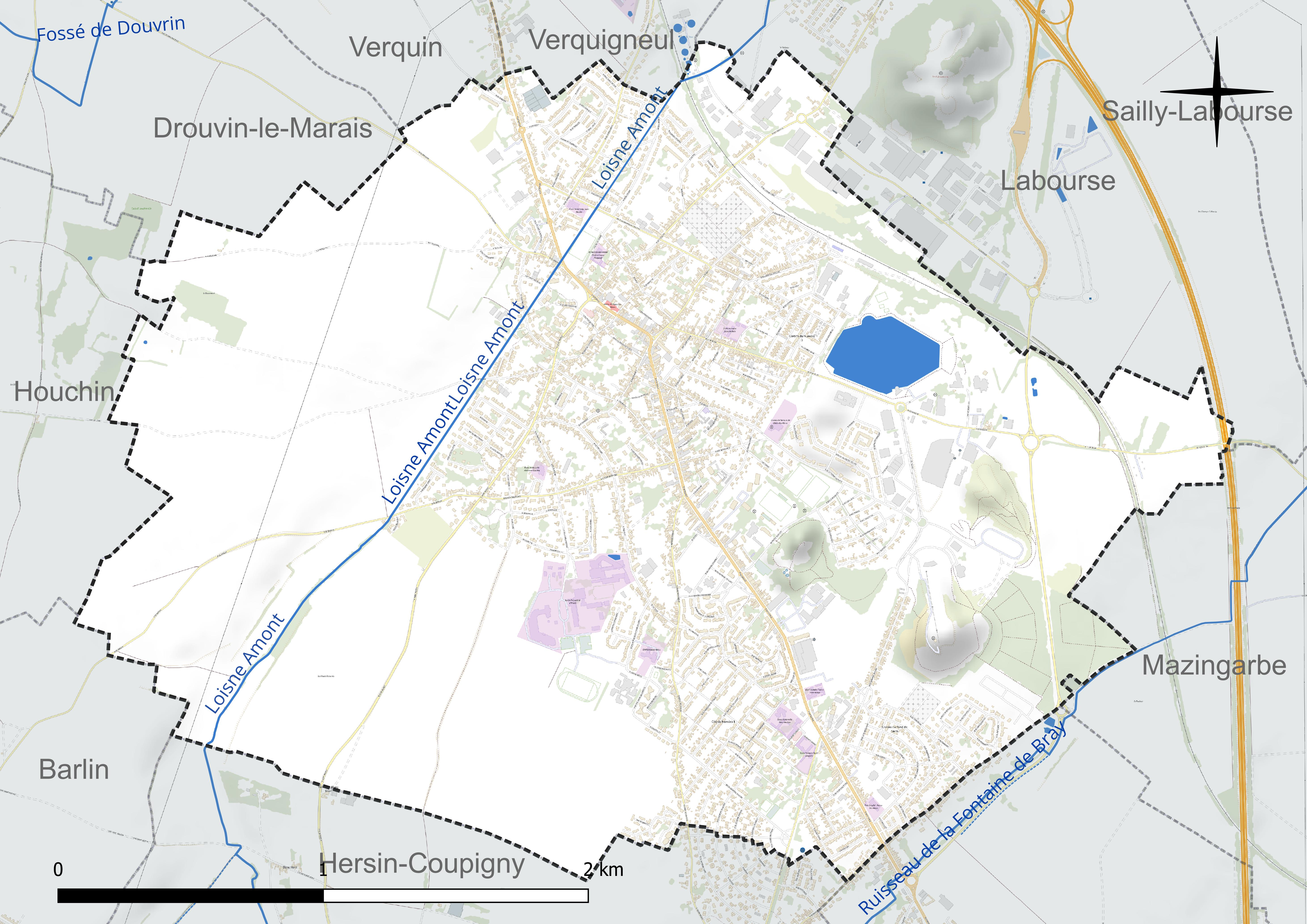
Réseau hydrographique de Nœux-les-Mines.

### Climat
Pour des articles plus généraux, voir Climat des Hauts-de-France et Climat du Nord-Pas-de-Calais.
En 2010, le climat de la commune est de type climat océanique dégradé des plaines du Centre et du Nord, selon une étude du CNRS s'appuyant sur une série de données couvrant la période 1971-2000. En 2020, Météo-France publie une typologie des climats de la France métropolitaine dans laquelle la commune est exposée à un climat océanique et est dans la région climatique Côtes de la Manche orientale, caractérisée par un faible ensoleillement (1 550 h/an) ; forte humidité de l’air (plus de 20 h/jour avec humidité relative > 80 % en hiver), vents forts fréquents.
Pour la période 1971-2000, la température annuelle moyenne est de 10,4 °C, avec une amplitude thermique annuelle de 13,7 °C. Le cumul annuel moyen de précipitations est de 881 mm, avec 12,5 jours de précipitations en janvier et 8,8 jours en juillet. Pour la période 1991-2020, la température moyenne annuelle observée sur la station météorologique la plus proche, située sur la commune de Lillers à 16 km à vol d'oiseau, est de 11,1 °C et le cumul annuel moyen de précipitations est de 731,5 mm,. Pour l'avenir, les paramètres climatiques de la commune estimés pour 2050 selon différents scénarios d'émission de gaz à effet de serre sont consultables sur un site dédié publié par Météo-France en novembre 2022.

### Milieux naturels et biodiversité
L’Inventaire national du patrimoine naturel (INPN) recense plusieurs espèces faunistiques et floristiques sur le territoire de la commune dont certaines sont protégées et d’autres menacées et quasi-menacées.

## Urbanisme

### Typologie
Au 1er janvier 2024, Nœux-les-Mines est catégorisée centre urbain intermédiaire, selon la nouvelle grille communale de densité à sept niveaux définie par l'Insee en 2022.
Elle appartient à l'unité urbaine de Béthune, une agglomération inter-départementale regroupant 94  communes, dont elle est une commune de la banlieue,,. Par ailleurs la commune fait partie de l'aire d'attraction de Nœux-les-Mines, dont elle est la commune-centre,. Cette aire, qui regroupe 8 communes, est catégorisée dans les aires de moins de 50 000 habitants,.

### Occupation des sols
L'occupation des sols de la commune, telle qu'elle ressort de la base de données européenne d’occupation biophysique des sols Corine Land Cover (CLC), est marquée par l'importance des territoires artificialisés (54,5 % en 2018), en augmentation par rapport à 1990 (53,3 %). La répartition détaillée en 2018 est la suivante : 
terres arables (45,5 %), zones urbanisées (37,7 %), zones industrielles ou commerciales et réseaux de communication (8,6 %), espaces verts artificialisés, non agricoles (8,2 %). L'évolution de l’occupation des sols de la commune et de ses infrastructures peut être observée sur les différentes représentations cartographiques du territoire : la carte de Cassini (XVIIIe siècle), la carte d'état-major (1820-1866) et les cartes ou photos aériennes de l'IGN pour la période actuelle (1950 à aujourd'hui).

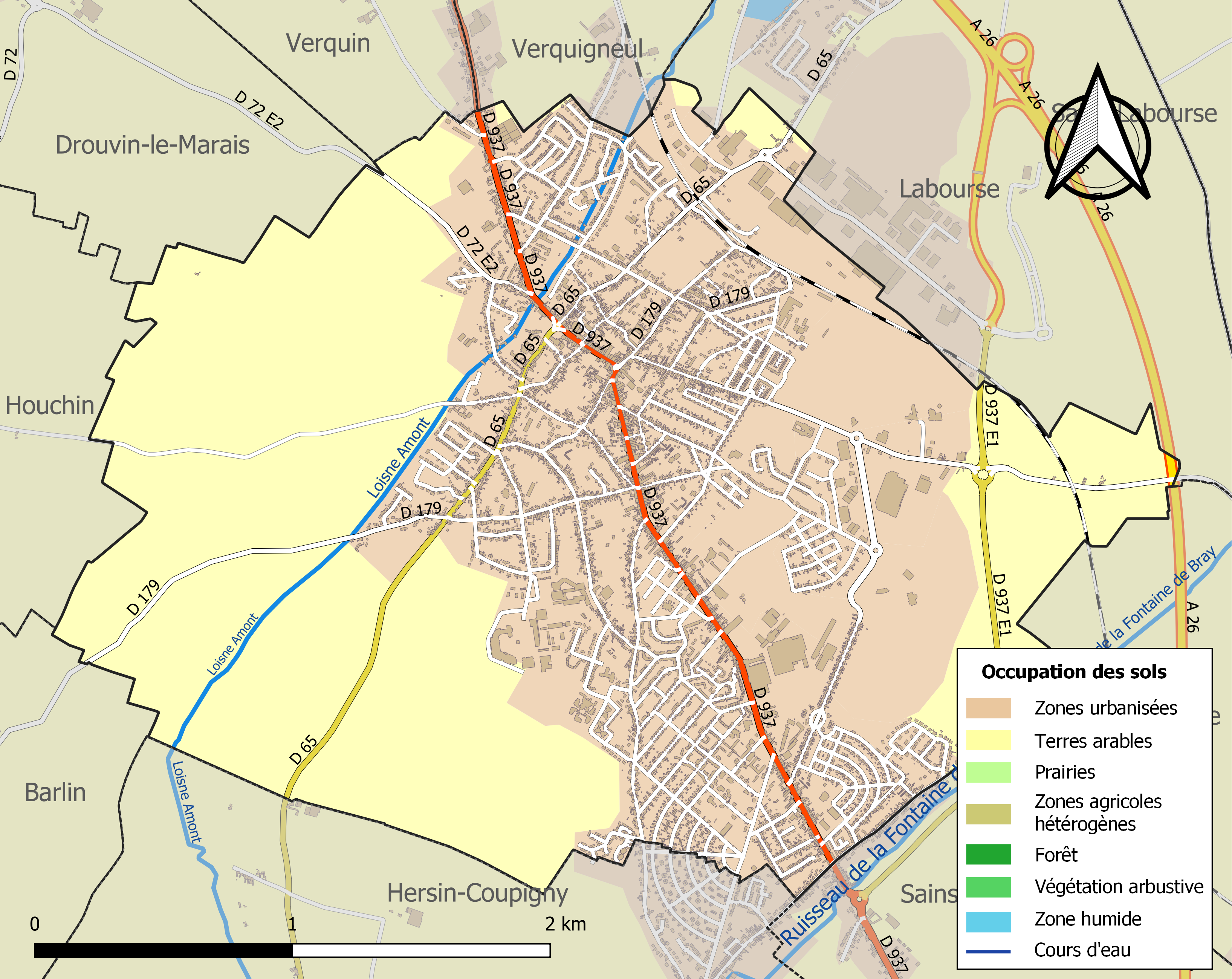
Carte des infrastructures et de l'occupation des sols de la commune en 2018 (CLC).

### Logement
En 2021, le nombre total de logements dans la commune était de 5 736, alors qu'il était de 5 710 en 2015 et de 5 395 en 2010
, soit une progression du nombre total de logements de 6,3 % depuis 2010.
Parmi ces 5 736 logements, 91,5 % étaient des résidences principales, (soit 5 247 logements), 0,4 % des résidences secondaires et 8,1 % des logements vacants. Ces logements étaient pour 75,4 % d'entre eux des maisons individuelles et pour 22,4 % des appartements.
Sur les 5 247 résidences principales, 42,9 % sont occupées par des propriétaires,  55,3 % par des locataires et 1,8 % par des personnes logées gratuitement.
Le tableau ci-dessous présente la typologie des logements à Nœux-les-Mines en 2021 en comparaison avec celle du Pas-de-Calais et de la France entière. Une caractéristique marquante du parc de logements est ainsi la faible proportion des résidences secondaires et logements occasionnels (0,4 %) par rapport au département (6,5 %) et à la France entière (9,7 %) ainsi que d'une proportion de logements vacants (8,1 %) supérieure à celle du département (7,3 %) et égale à celle de la France entière (8,1 %).
| Typologie                                               | Nœux-les-Mines | Pas-de-Calais | France entière |
| ------------------------------------------------------- | -------------- | ------------- | -------------- |
| Résidences principales (en %)                           | 91,5           | 86,1          | 82,2           |
| Résidences secondaires et logements occasionnels (en %) | 0,4            | 6,5           | 9,7            |
| Logements vacants (en %)                                | 8,1            | 7,3           | 8,1            |

### Voies de communications et transports

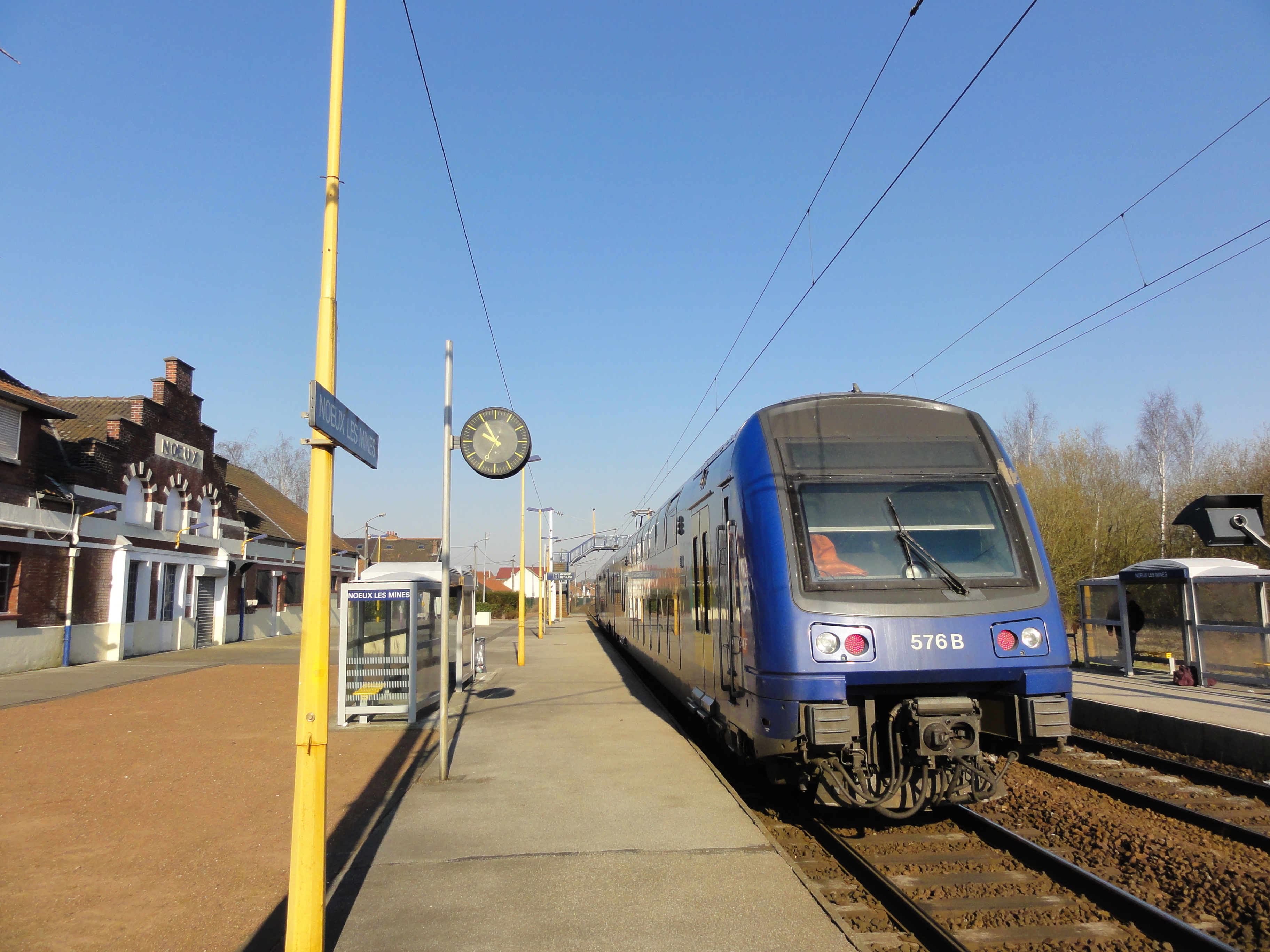
La gare.

#### Voies routières
Nœux-les-Mines est desservie par l'A26 Troyes - Calais via Reims et Arras, dite l'autoroute des Anglais.
La commune est également traversée par la nationale 37 de Château-Thierry à Saint-Venant. Cette route a été déclassée en route départementale en 1972 et devient alors la D 937.

#### Voies ferroviaires
Nœux-les-Mines dispose de la gare de Nœux-les-Mines située la voie ferrée Arras - Dunkerque.

## Toponymie
Le nom de la localité est attesté sous les formes Nuet vers 1000 ; Nuez en 1104 ; Nouz en 1118 ; Nue, Noum de 1154 à 1159 ; Nouth en 1163 ; Noue de 1169 à 1191 ; Noe en 1171 ; Neu, Nueu en 1201 ; Nueh en 1210 ; Nuee en 1226 ; Noee en 1257 ; Neue en 1257 ; Noeue en 1304 ; Nonne [lire : Nouue] en 1321 ; Neuwe en 1331 ; Neue en 1429 ; Newe en 1469 ; Nooues en 1520 ; Noeuwe, Noeve en 1530 ; Noche de 1589 à 1590 ; Neux en 1720 ; Noeu en 1750 ; Nœux-les-Béthune au XVIIIe siècle ; Noeux en 1793 et 1801 et Nœux-les-Mines depuis 1887, après la découverte du charbon dans son sous-sol en 1850.
Du pluriel de l'oïl Noe « prairie marécageuse, marais ».

## Histoire
Nœux-les-Mines s'est appelé Vitris au IVe siècle, c'est le premier nom qu'on lui connaisse. Ce village fut détruit en 882 par les Normands, avant d'être reconstruit au Xe siècle et de devenir Noewe « ville nouvelle »[réf. nécessaire].

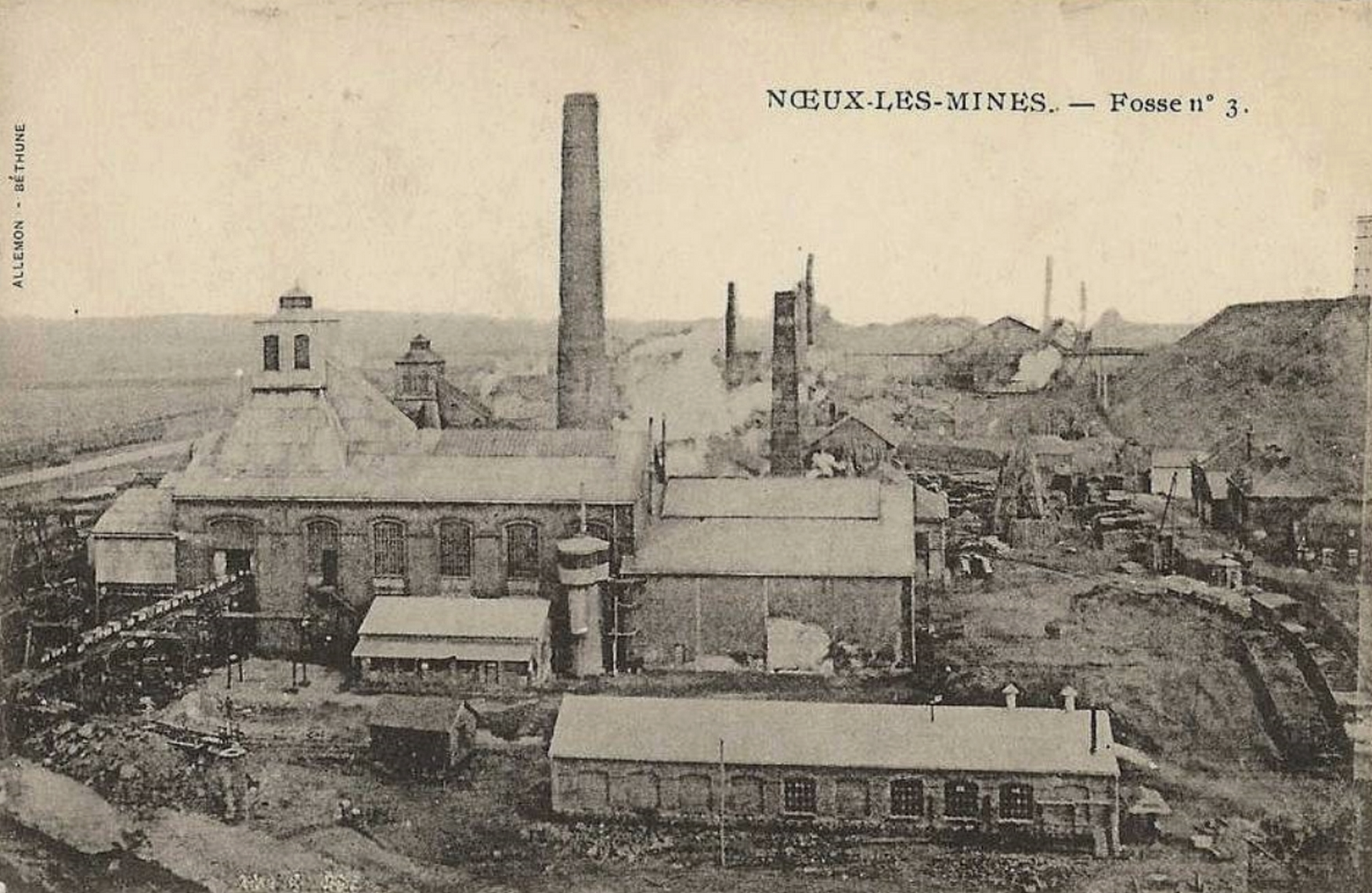
Fosses de Nœux au début du XXe siècle.

Il faisait partie d'une petite province, la Gohelle, appartenant elle-même à la province d'Artois.
L'activité y était essentiellement agricole. Mais on y trouvait aussi de petites activités annexes à l'agriculture : meuneries, sucreries, brasseries…
Des erreurs de transcriptions successives transformeront Noewe en Nœux-lez-Béthune puis en Nœux-les-Mines en 1887, après la découverte du charbon dans son sous-sol en 1850. La commune compte alors 1 100 habitants. Les travaux de percement de la première fosse ont débuté en 1851. La ville connut alors une forte poussée démographique jusqu'à compter 14 070 habitants en 1962. Toutes les fosses ont été fermées entre 1956 et 1968.

### Première Guerre mondiale
Pendant la Première Guerre mondiale,  le 24 janvier 1915, une revue de troupes a été effectuée à Nœux par le général commandant la 10e armée française. À l'issue de celle-ci, la croix d'officier de la Légion d'honneur a été remise au général Brezet commandant la 26e brigade d'infanterie.
En mars et en mai 1915, des troupes stationnent sur la commune,.
La commune est décorée de la croix de guerre 1914-1918 par décret du 25 septembre 1920, distinction également attribuée à 276 autres communes du Pas-de-Calais.

## Politique et administration

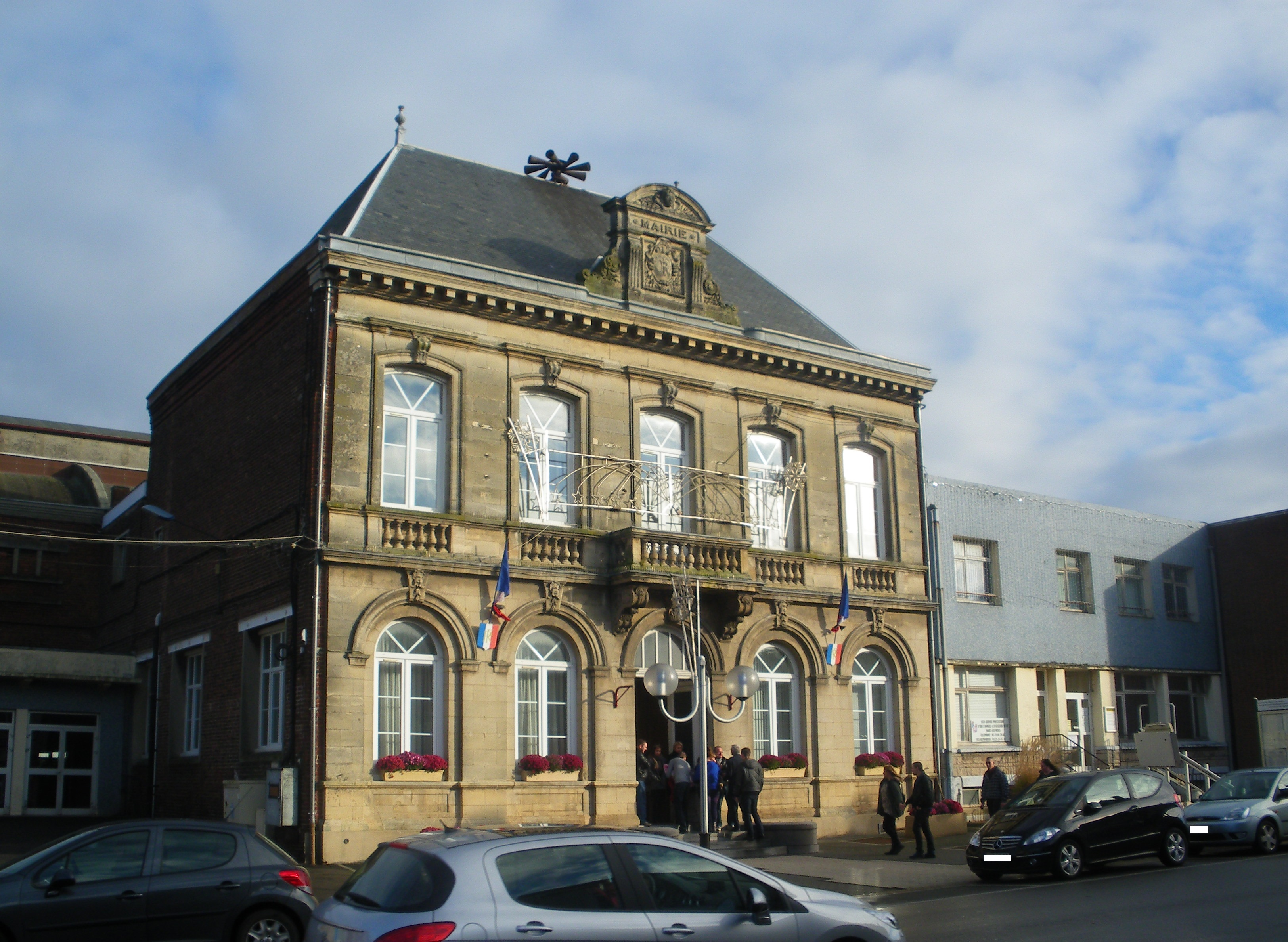
La mairie.

### Découpage territorial
La commune se trouve dans l'arrondissement de Béthune du  département du Pas-de-Calais.

#### Commune et intercommunalités
La commune est membre de la communauté d'agglomération de Béthune-Bruay, Artois-Lys Romane qui regroupe 100 communes et compte 275 327 habitants en 2021.

#### Circonscriptions administratives
La commune est rattachée au canton de Nœux-les-Mines.

#### Circonscriptions électorales
Pour l'élection des députés, la commune fait partie de la dixième circonscription du Pas-de-Calais.

### Élections municipales et communautaires

#### Élections municipales 2020
- Maire sortant : Serge Marcellak (PS)
- 33 sièges à pourvoir au conseil municipal (population légale 2017 : 12 074 habitants)
- 5 sièges à pourvoir au conseil communautaire (CA de Béthune-Bruay, Artois-Lys Romane)

|                          | Serge Marcellak          | PS                       | 2 764 | 76,08 | 30 | 5 |  |  |
|                          | Jérôme Antochewicz       | RN                       | 623   | 17,14 | 2  | 0 |  |  |
|                          | Jean-Pierre Bugzel       | SE                       | 246   | 6,77  | 1  | 0 |  |  |
|                          |                          |                          |       |       |    |   |  |  |
| Votes valides            | Votes valides            | Votes valides            | 3 633 | 97,53 |    |   |  |  |
| Votes blancs             | Votes blancs             | Votes blancs             | 32    | 0,86  |    |   |  |  |
| Votes nuls               | Votes nuls               | Votes nuls               | 60    | 1,61  |    |   |  |  |
| Total                    | Total                    | Total                    | 3 725 | 100   | 33 | 5 |  |  |
| Abstention               | Abstention               | Abstention               | 4 856 | 56,59 |    |   |  |  |
| Inscrits / participation | Inscrits / participation | Inscrits / participation | 8 581 | 43,41 |    |   |  |  |

#### Liste des maires
| Période                                  | Période                    | Identité            | Étiquette      | Qualité |
| ---------------------------------------- | -------------------------- | ------------------- | -------------- | --- |
| Les données manquantes sont à compléter. |                            |                     |                | |
| juin 1878                                | mai 1892                   | Édouard Guilleman   |                | |
| mai 1892                                 | janvier 1916               | Henri Béharelle     | Républicain    | Agriculteur Député du Pas-de-Calais (4e circ. de Béthune) (1902 → 1906) Conseiller d'arrondissement (1898 → 1904) Décédé en fonction                             |
| janvier 1916                             | juin 1916                  | Augustin Coquerelle |                | |
| juin 1916                                | janvier 1918               | Édouard Guilleman   |                | Décédé en fonction |
| janvier 1918                             | décembre 1919              | Charles Descamps    |                | Capitaine des sapeurs-pompiers Élu maire provisoire |
| décembre 1919                            | août 1922                  | Louis Monsauret     | SFIO           | Boulanger Révoqué |
| août 1922                                | octobre 1922               | Édouard Viard       |                | Premier adjoint faisant fonction de maire |
| octobre 1922                             | mars 1959                  | Henri Beaussart     | SFIC puis SFIO | Mineur puis négociant en grains |
| mars 1959                                | mars 1965                  | Albert Versquel     | PCF            | Médecin, ancien résistant |
| mars 1965                                | avril 1978                 | André Fourdrinier   | SFIO puis PS   | Instituteur et directeur d'école, maire honoraire Démissionnaire pour raisons de santé                                                                           |
| avril 1978                               | mars 2014                  | Jacques Villedary   | PS             | Professeur de collège Conseiller général de Nœux-les-Mines (1982 → 2015) Président de la CC de Nœux et environs Suppléant du député Marcel Wacheux (1981 → 1986) |
| mars 2014                                | En cours (au 31 mars 2022) | Serge Marcellak     | PS             | Professeur des écoles, Conseiller régional des Hauts-de-France (2021 → ) Réélu pour le mandat 2020-2026,                                                         |

L'ancien maire Albert Versquel est médecin, résistant et adhérent du Parti communiste français. Lors de la grève des mineurs de 1948, il soigne un mineur blessé, et est pour cela arrêté, emprisonné et condamné à quatre mois de prison et à la dégradation de ses grades militaires obtenus dans la Résistance. Médecin libéral, il s'attache à la lutte contre la silicose (il y consacre son livre Les poumons de pierre) et il promeut les méthodes d’accouchement sans douleur à partir de 1955.

### Jumelages
La commune est jumelée avec :
| Ville | Ville            | Pays | Pays      | Période     |
| ----- | ---------------- | ---- | --------- | ----------- |
|       | Thalheim/Erzgeb. |      | Allemagne | depuis 1975 |

## Population et société

### Démographie
Les habitants sont appelés les Nœuxois.

#### Évolution démographique
L'évolution du nombre d'habitants est connue à travers les recensements de la population effectués dans la commune depuis 1793. Pour les communes de plus de 10 000 habitants les recensements ont lieu chaque année à la suite d'une enquête par sondage auprès d'un échantillon d'adresses représentant 8 % de leurs logements, contrairement aux autres communes qui ont un recensement réel tous les cinq ans,.

En 2022, la commune comptait 11 384 habitants, en évolution de −5,21 % par rapport à 2016 (Pas-de-Calais : −0,72 %, France hors Mayotte : +2,11 %).
| 1793 | 1800 | 1806 | 1821 | 1831 | 1836 | 1841 | 1846  | 1851  |
| ---- | ---- | ---- | ---- | ---- | ---- | ---- | ----- | ----- |
| 671  | 589  | 837  | 947  | 912  | 950  | 981  | 1 036 | 1 112 |

| 1856  | 1861  | 1866  | 1872  | 1876  | 1881  | 1886  | 1891  | 1896  |
| ----- | ----- | ----- | ----- | ----- | ----- | ----- | ----- | ----- |
| 1 746 | 2 216 | 3 130 | 3 839 | 4 219 | 4 235 | 4 905 | 4 962 | 5 997 |

| 1901  | 1906  | 1911  | 1921   | 1926   | 1931   | 1936   | 1946   | 1954   |
| ----- | ----- | ----- | ------ | ------ | ------ | ------ | ------ | ------ |
| 7 771 | 8 280 | 8 649 | 10 667 | 12 269 | 12 168 | 12 156 | 12 938 | 13 670 |

| 1962   | 1968   | 1975   | 1982   | 1990   | 1999   | 2006   | 2011   | 2016   |
| ------ | ------ | ------ | ------ | ------ | ------ | ------ | ------ | ------ |
| 14 113 | 13 325 | 13 567 | 13 166 | 12 351 | 11 966 | 12 111 | 12 242 | 12 010 |

| 2021   | 2022   | - | - | - | - | - | - | - |
| ------ | ------ | - | - | - | - | - | - | - |
| 11 520 | 11 384 | - | - | - | - | - | - | - |

#### Pyramide des âges
En 2018, le taux de personnes d'un âge inférieur à 30 ans s'élève à 36,1 %, soit en dessous de la moyenne départementale (36,7 %). À l'inverse, le taux de personnes d'âge supérieur à 60 ans est de 27,4 % la même année, alors qu'il est de 24,9 % au niveau départemental.
En 2018, la commune comptait 5 613 hommes pour 6 200 femmes, soit un taux de 52,48 % de femmes, légèrement supérieur au taux départemental (51,50 %).
Les pyramides des âges de la commune et du département s'établissent comme suit.
| Hommes | Classe d’âge | Femmes |
| ------ | ------------ | ------ |
| 0,5    | 90 ou +      | 2,0    |
| 5,7    | 75-89 ans    | 10,2   |
| 17,4   | 60-74 ans    | 18,7   |
| 18,6   | 45-59 ans    | 17,8   |
| 18,5   | 30-44 ans    | 17,9   |
| 18,6   | 15-29 ans    | 16,7   |
| 20,6   | 0-14 ans     | 16,6   |

| Hommes | Classe d’âge | Femmes |
| ------ | ------------ | ------ |
| 0,5    | 90 ou +      | 1,6    |
| 5,6    | 75-89 ans    | 8,9    |
| 16,7   | 60-74 ans    | 18,1   |
| 20,2   | 45-59 ans    | 19,2   |
| 18,9   | 30-44 ans    | 18,1   |
| 18,2   | 15-29 ans    | 16,2   |
| 19,9   | 0-14 ans     | 17,9   |

### Sports et loisirs

#### Domaine skiable

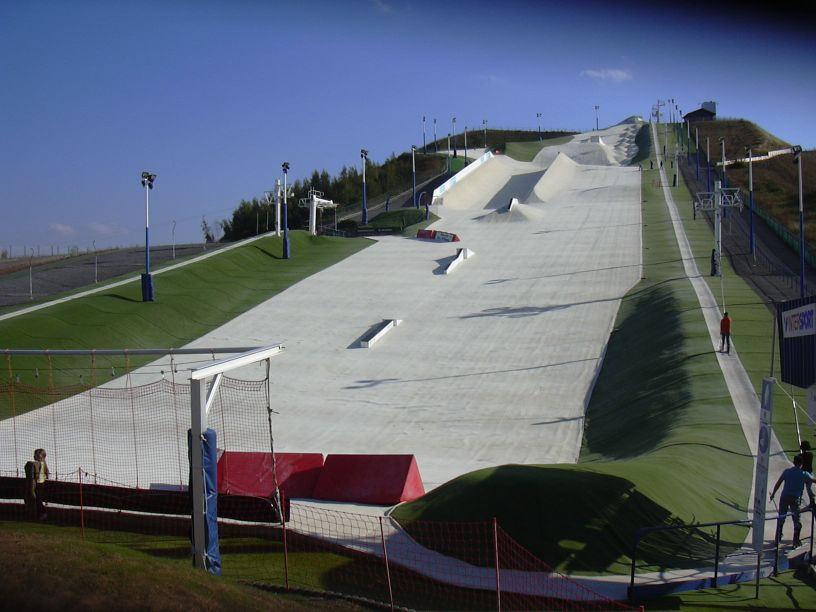
Loisinord.

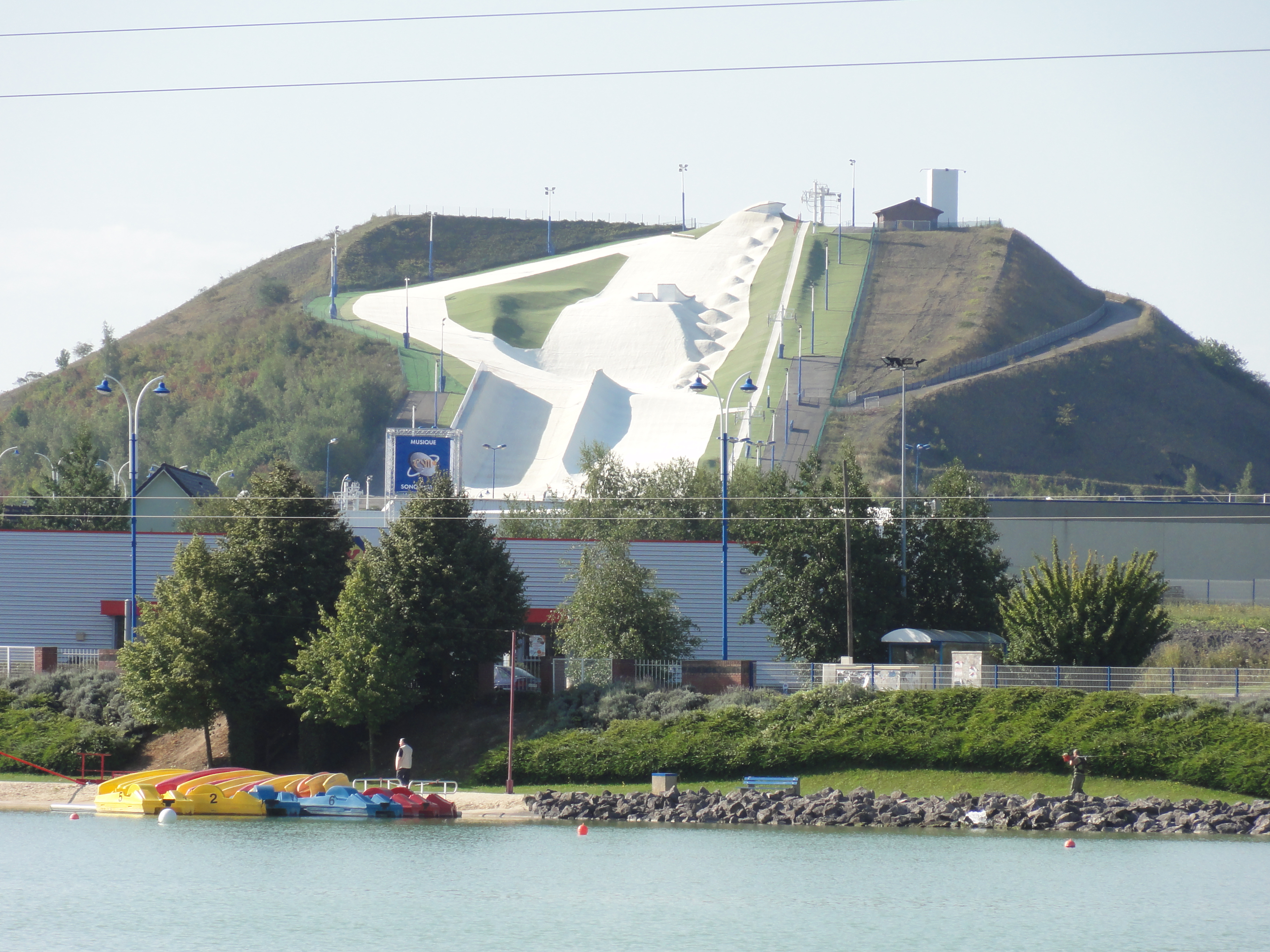
Loisinord.

Nœux-les-Mines a transformé l'un de ses terrils en piste de ski artificielle, la deuxième plus vaste d'Europe, derrière celle d'Edimbourg en Ecosse. Inaugurée le 25 mai 1996, la « station la plus basse de France » - comme le rappelle son site internet - fonctionne ainsi toute l'année. Elle était constituée d'une sorte de paillasson en plastique vert fluo, arrosé en permanence par des buses automatiques pour faciliter la glisse et pour éviter l'échauffement de la piste. Elle a subi un important lifting en 2006, car son premier revêtement l'empêchait d'accueillir les planches de surf.
Depuis le bâtiment d'entrée, une vue directe est permise sur le domaine skiable. Celui-ci offre une hauteur de 74 mètres, la longueur de la piste est de 320 mètres pour 35 mètres de large, avec une inclinaison qui va jusquʼà 28°. La piste est desservie par deux téléskis du constructeur Montaz-Mautino, dont un pour débutants, ce qui permet des rotations de quatre minutes pour un skieur rapide. La piste offre trois tremplins, une corniche de 2 m de haut, un champ de 21 bosses, un half pipe de 44 m, trois rails de 5 m, un quarter pipe, et la possibilité de pratiquer du ski ou du snowboard. L'originalité du site a permis l'apparition d'une discipline : le skiathlon, qui mélange la course à pied, le VTT et le ski.
La piste attire plus de 30 000 skieurs par an (tendance décroissante depuis les années 2010), avec un pic de fréquentation (près de 20 000) entre décembre et mi-mars quand elle sert à la population locale notamment de terrain d'entraînement en préparation d'un séjour aux sports d'hiver dans les stations de montagne. Le revêtement permet une glisse plus rapide quand les températures sont inférieures à 12 °C.
Près de ce terril se trouve une base nautique, ouverte généralement entre avril et fin septembre. Elle accueille un téléski nautique, une plage, des locations de pédalos et canoës, un minigolf et divers terrains de sports. L'ensemble est appelé Loisinord (inauguré en 1994).
En 2002, puis en 2003, la commune a accueilli la finale du Trophée Andros sur son circuit automobile, le premier ovale de glisse d'Europe.
La fédération anglaise y a organisé ses championnats nationaux de ski freestyle deux années de suite.

#### Pump track
En avril 2024 ouvre, au pied du domaine skiable, le « NœuXtreme park », un circuit de pump track pour les amateurs de BMX, skateboard, trottinette et roller. Le circuit est constitué d'une butte de départ de 4 m, de 584 m de pistes, d'une ligne droite de 60 m, de 63 bosses et de 24 virages. il présente deux parcours en miroir : la piste rouge de 220 m pour les confirmés et la piste bleue de 190 m pour les intermédiaires, avec à côté de ces deux parcours, la piste verte de 100 m pour les débutants.

## Économie

### Revenus de la population et fiscalité
En 2021, la commune compte 5 156 ménages fiscaux, regroupant 11 308 personnes.
Le revenu fiscal médian par ménage, le taux de pauvreté des ménages et la part des ménages fiscaux imposés de la commune, du département du Pas-de-Calais et de la métropole sont les suivants :
- le revenu fiscal médian par ménage de la commune est de 18 650 €, inférieur à celui du département du Pas-de-Calais (20 720 €) et inférieur à celui de la France métropolitaine (23 080 €)[Insee 13],[Insee 14],[Insee 15] ;
- le taux de pauvreté des ménages de la commune est de 23 %, de 18,4 % au niveau du département et de 14,9 % au niveau de la métropole[Insee 16],[Insee 17],[Insee 18] ;
- la part des ménages fiscaux imposés dans la commune est de 35 %, de 44,1 % au niveau du département et de 53,4 % au niveau de la métropole[Insee 13],[Insee 14],[Insee 15].

### Emploi
|                       | 2010   | 2015   | 2021   |
| --------------------- | ------ | ------ | ------ |
| Commune               | 18,4 % | 20,2 % | 18,8 % |
| Département           | 15,4 % | 17,7 % | 14,7 % |
| France métropolitaine | 11,6 % | 13,7 % | 11,7 % |

En 2021, la population âgée de 15 à 64 ans s'élève à 6 804 personnes, parmi lesquelles on compte 68,9 % d'actifs (55,9 % ayant un emploi et 12,9 % de chômeurs) et 31,1 % d'inactifs,. En 2021, le taux de chômage communal (au sens du recensement) des 15-64 ans est supérieur à celui du département et supérieur à celui de la France métropolitaine.
La commune est la commune-centre de l'aire d'attraction de Nœux-les-Mines,. Elle compte 3 250 emplois en 2021, contre 3 417 en 2015 et 3 563 en 2010. Le nombre d'actifs ayant un emploi résidant dans la commune est de 3 841, soit un indicateur de concentration d'emploi de 84,6 et un taux d'activité parmi les 15 ans ou plus de 49,9 %.
Sur ces 3 841 actifs de 15 ans ou plus ayant un emploi, 859 travaillent dans la commune, soit 22 % des habitants. Pour se rendre au travail, 84,6 % des habitants utilisent une voiture, un camion ou une fourgonnette, 4,3 % les transports en commun, 8,1 % s'y rendent en deux-roues, à vélo ou à pied et 3,0 % n'ont pas besoin de transport (travail au domicile).

### Entreprises et commerces

#### Agriculture
La commune est dans le « Béthunois », une petite région agricole dans le département du Pas-de-Calais. En 2020, l'orientation technico-économique de l'agriculture  sur la commune est la polyculture et/ou le polyélevage. 
|               | 1988 | 2000 | 2010 | 2020 |
| ------------- | ---- | ---- | ---- | ---- |
| Exploitations | 12   | 7    | 6    | 7    |
| SAU (ha)      | 359  | 305  | 258  | 379  |

Le nombre d'exploitations agricoles en activité et ayant leur siège dans la commune est passé de 12 lors du recensement agricole de 1988  à 7 en 2000 puis à 6 en 2010 et enfin à 7 en 2020, soit une baisse de 42 %. La surface agricole utilisée sur la commune a quant à elle augmenté, passant de 359 ha en 1988 à 379 ha en 2020. Parallèlement la surface agricole utilisée moyenne par exploitation a augmenté, passant de 30 à 54 ha,.

#### Activités hors agriculture
566 établissements marchands non agricoles sont économiquement actifs en 2022 à Nœux-les-Mines,,.
| Secteur d'activité                                                                                        | Commune | Commune | Département |
| Secteur d'activité                                                                                        | Nombre  | %       | %           |
| --- | ------- | ------- | ----------- |
| Ensemble                                                                                                  | 566     | 100 %   | (100 %)     |
| Industrie manufacturière, industries extractives et autres                                                | 34      | 6,0 %   | (6,8 %)     |
| Construction                                                                                              | 69      | 12,2 %  | (10,6 %)    |
| Commerce de gros et de détail, transports, hébergement et restauration                                    | 178     | 31,4 %  | (29,3 %)    |
| Information et communication                                                                              | 6       | 1,1 %   | (1,9 %)     |
| Activités financières et d'assurance                                                                      | 25      | 4,4 %   | (5,0 %)     |
| Activités immobilières                                                                                    | 21      | 3,7 %   | (4,9 %)     |
| Activités spécialisées, scientifiques et techniques et activités de services administratifs et de soutien | 63      | 11,1 %  | (14,2 %)    |
| Administration publique, enseignement, santé humaine et action sociale                                    | 110     | 19,4 %  | (16,8 %)    |
| Autres activités de services                                                                              | 60      | 10,6 %  | (10,5 %)    |

Deux secteurs sont prépondérants sur la commune : celui du commerce de gros et de détail, des transports, de l'hébergement et de la restauration avec  31,4 % et celui de l'administration publique, enseignement, santé humaine et action sociale avec 19,4 % du nombre total d'établissements de la commune, contre respectivement 29,3 % et 16,8 % au niveau département.

## Culture locale et patrimoine

### Lieux et monuments

#### Patrimoine mondial
Depuis le 30 juin 2012, la valeur universelle et historique du bassin minier du Nord-Pas-de-Calais est reconnue et inscrite sur la liste du patrimoine mondial de l’UNESCO. Parmi les 353 sites, répartis sur 109 lieux inclus dans le périmètre du bassin minier, le site no 88 de Nœux-les-Mines comprend les vestiges de la fosse no 1 - 1 bis des mines de Nœux, le terril conique no 36, 1 de Nœux, les Grands Bureaux de la Compagnie de Vicoigne-Nœux-Drocourt, la cité pavillonnaire no 1 ancienne, l'église Sainte-Barbe et le groupe scolaire, la coopérative minière, la cité-jardin de la Résidence du Fond de Sains, la cité pavillonnaire rue de Moussy, les cités modernes du Stade et du Chemin perdu, la pharmacie de la Société de Secours Minière, et la cité-jardin no 1 nouvelle,.

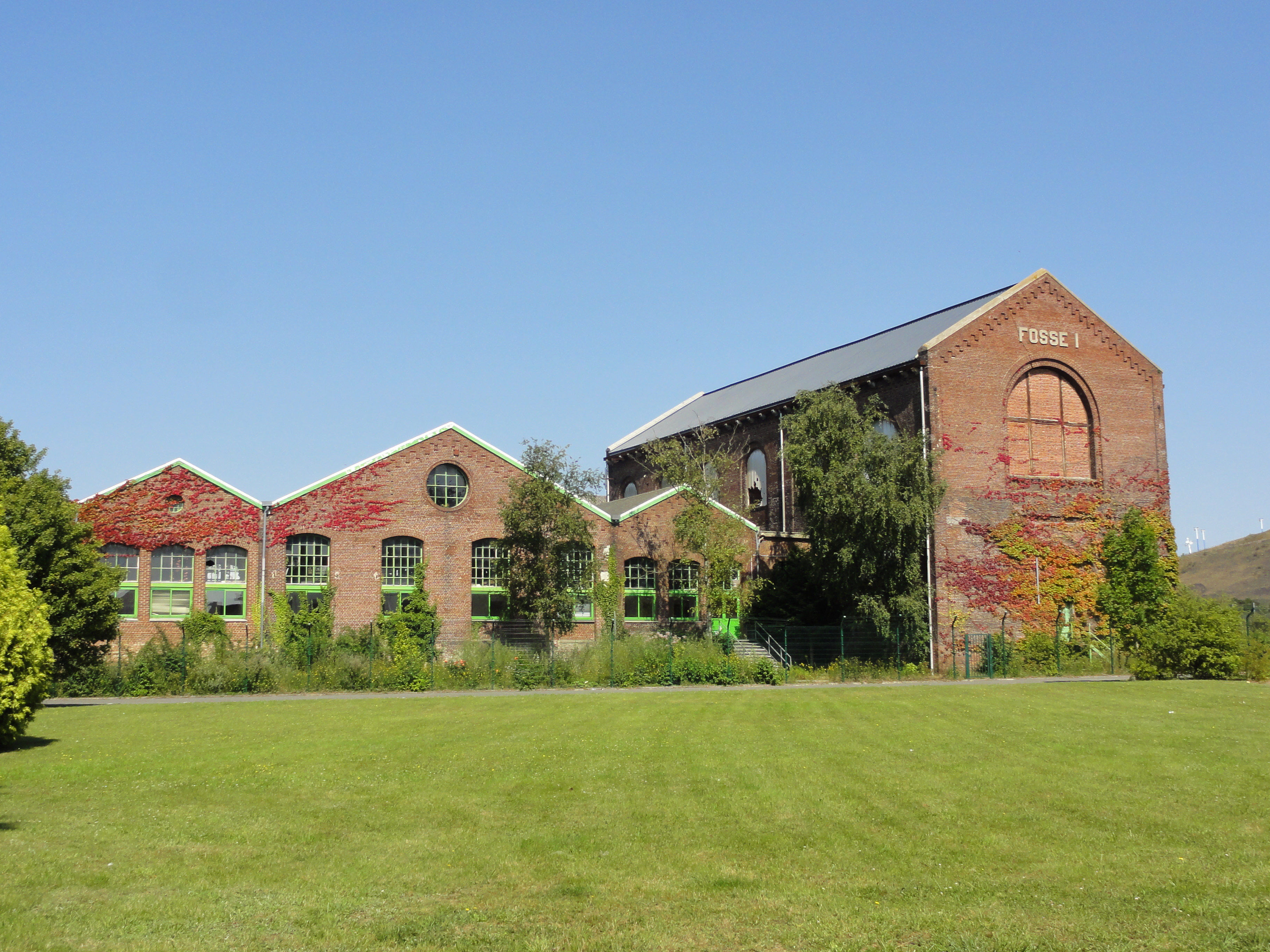
La fosse no 1 - 1 bis.
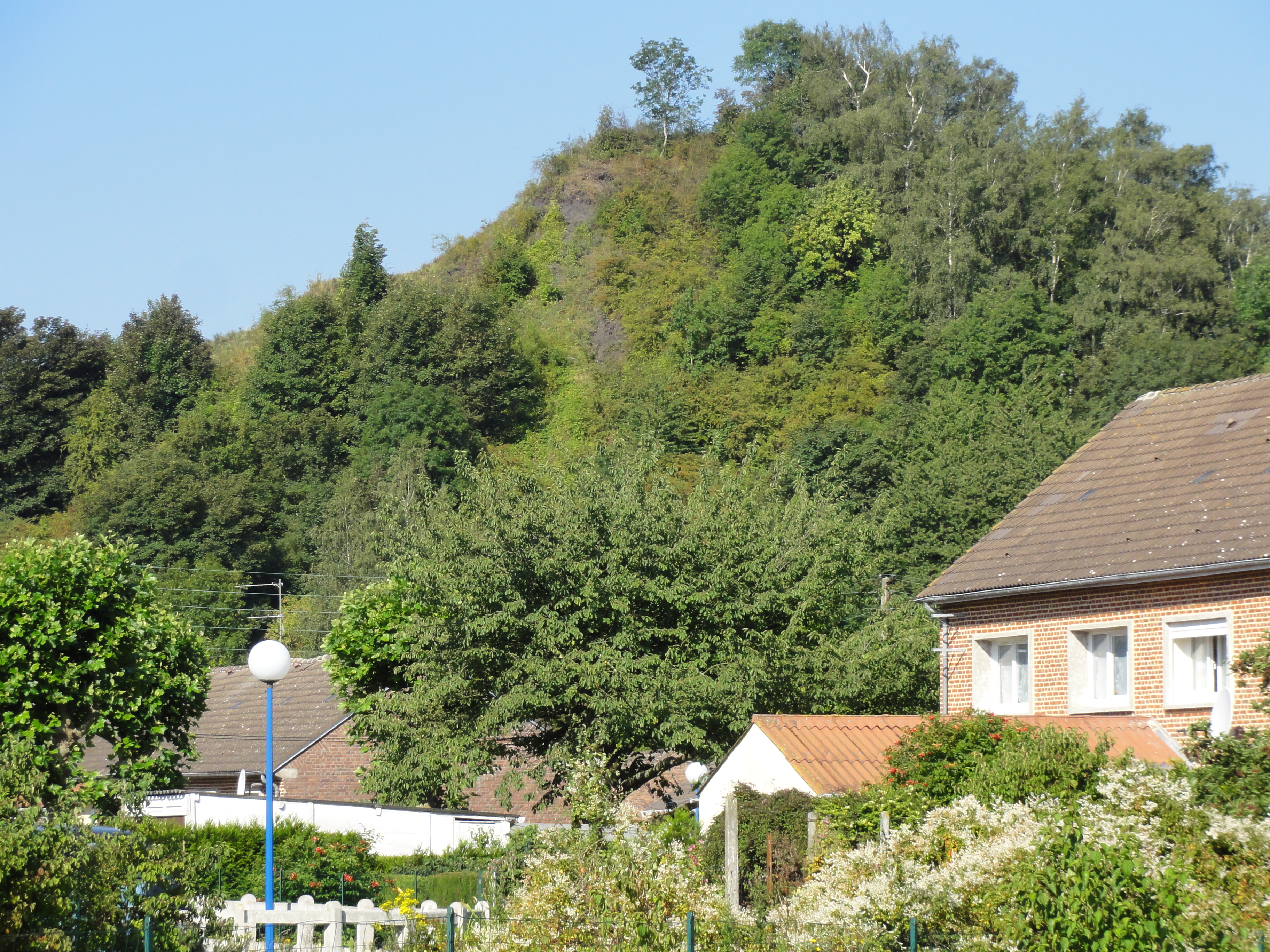
Le terril no 36.
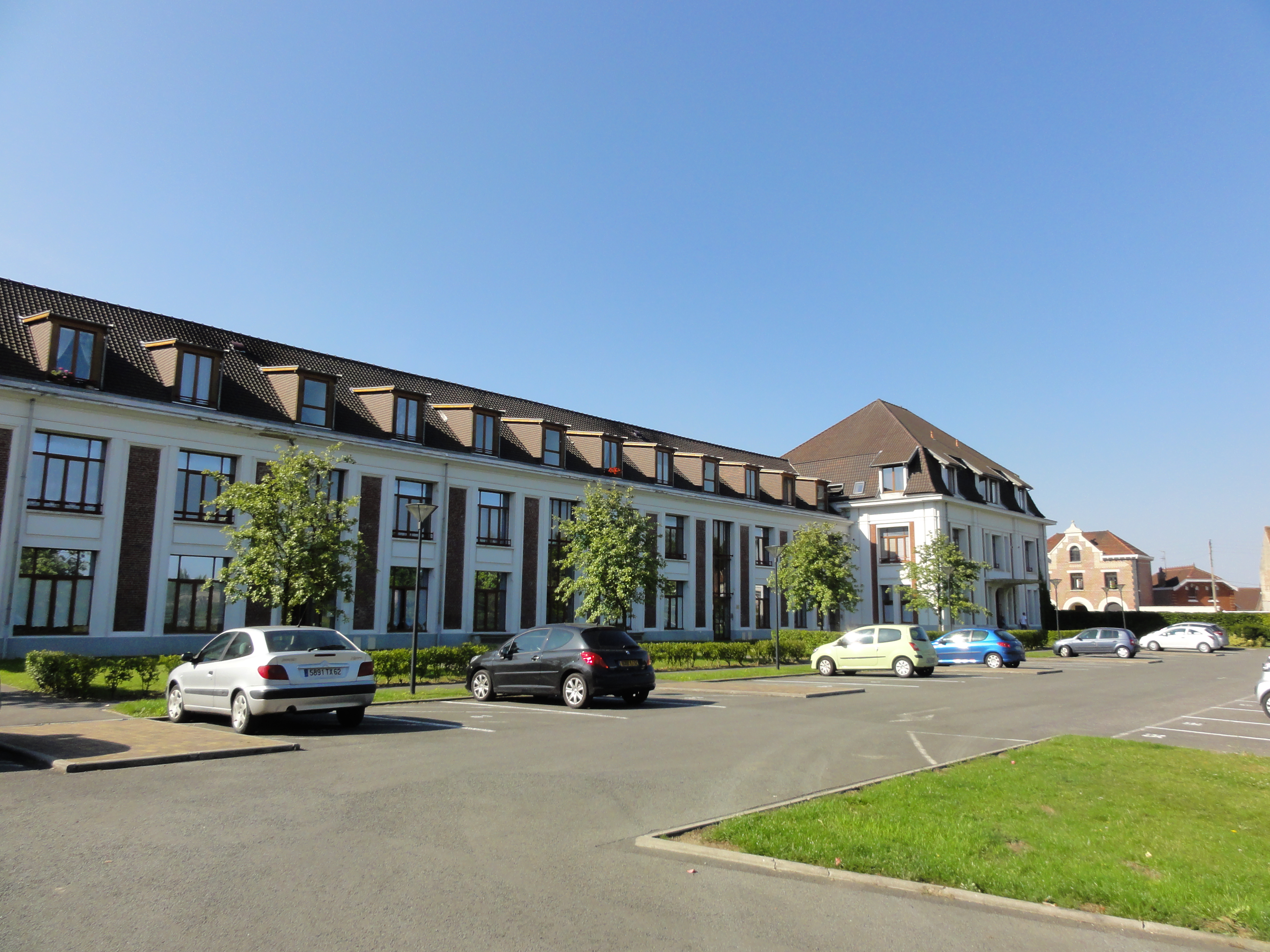
Les grands bureaux.
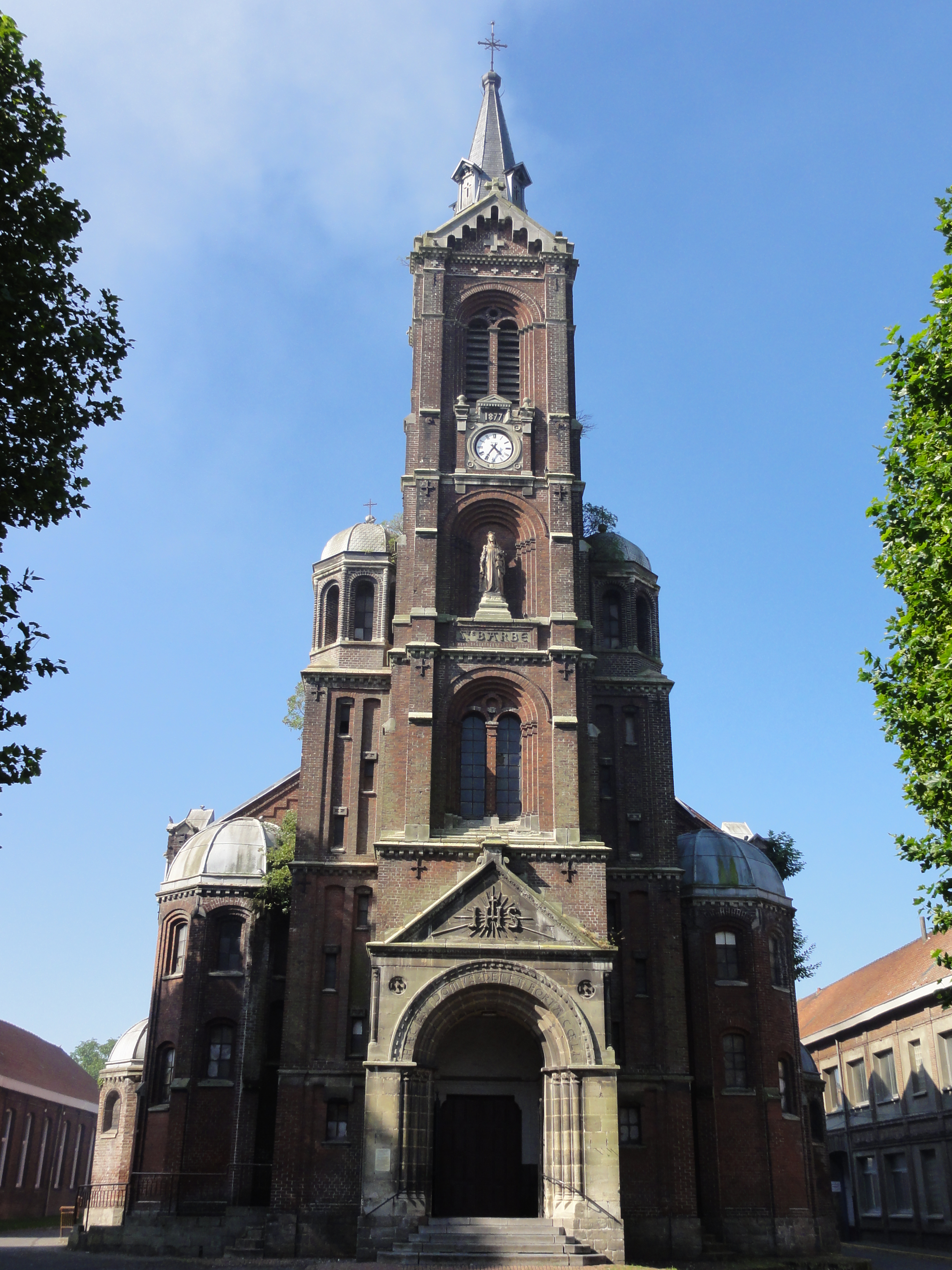
L'église Sainte-Barbe.
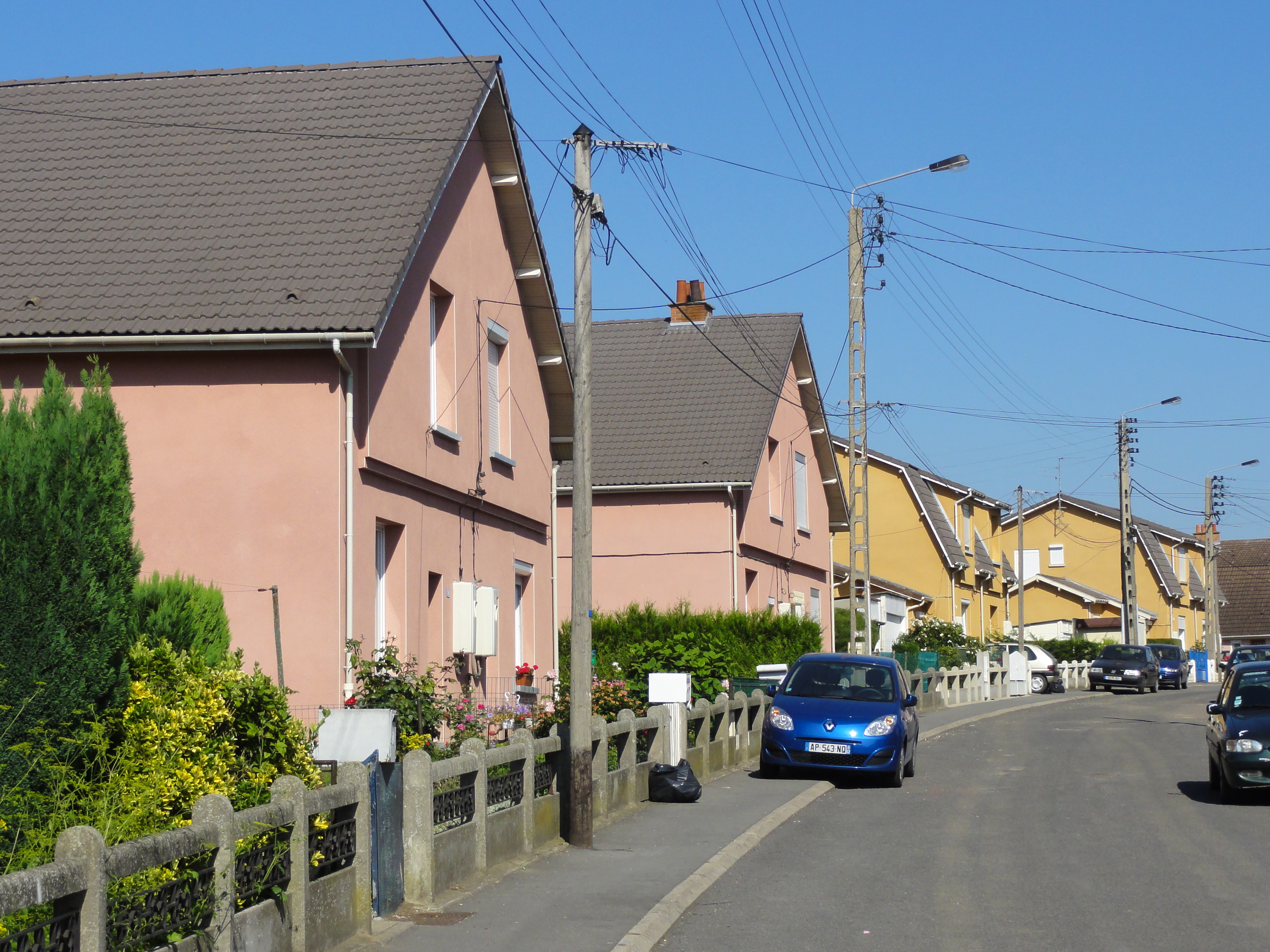
La cité-jardin.
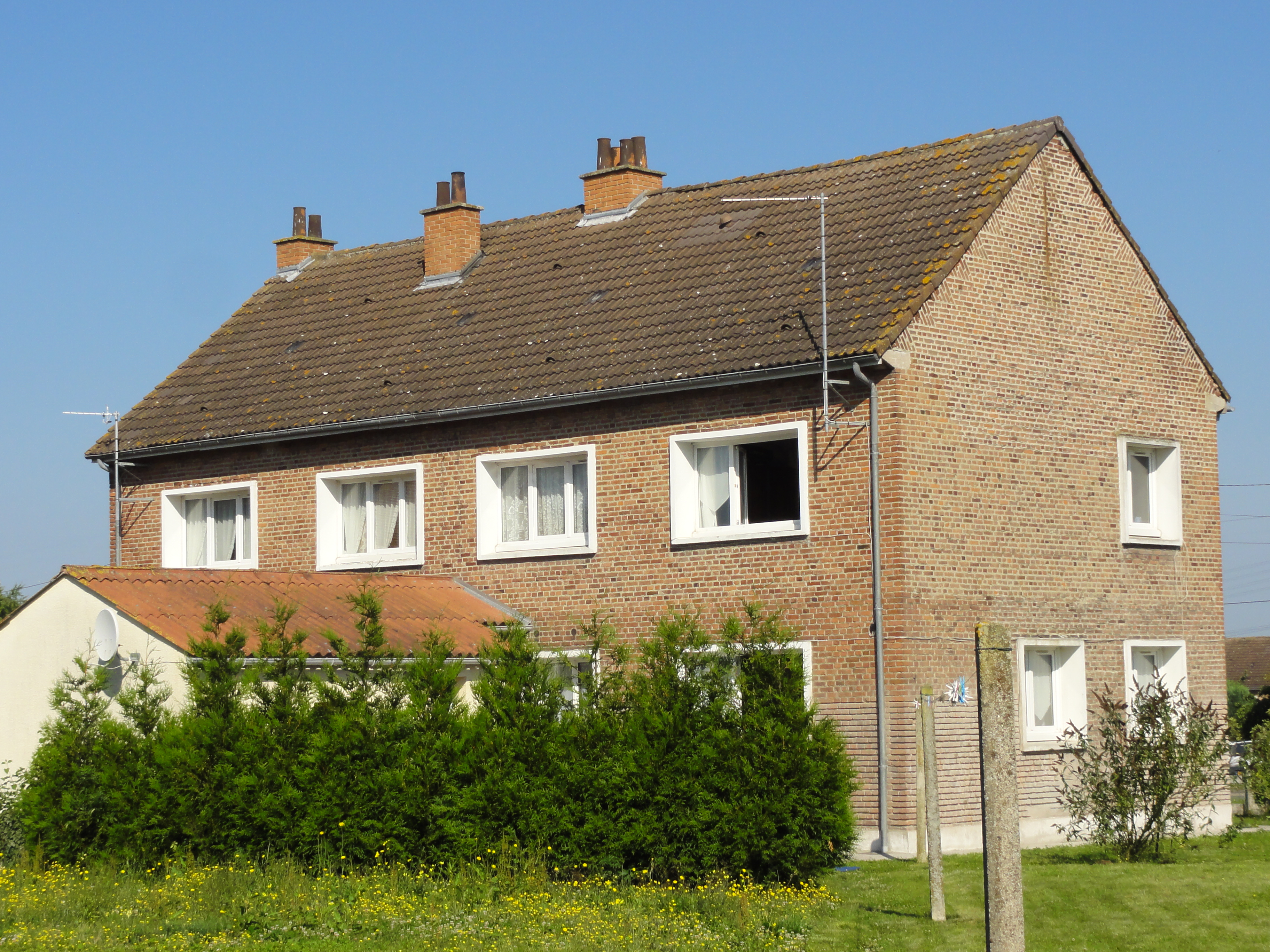
La cité moderne.

#### Monuments historiques

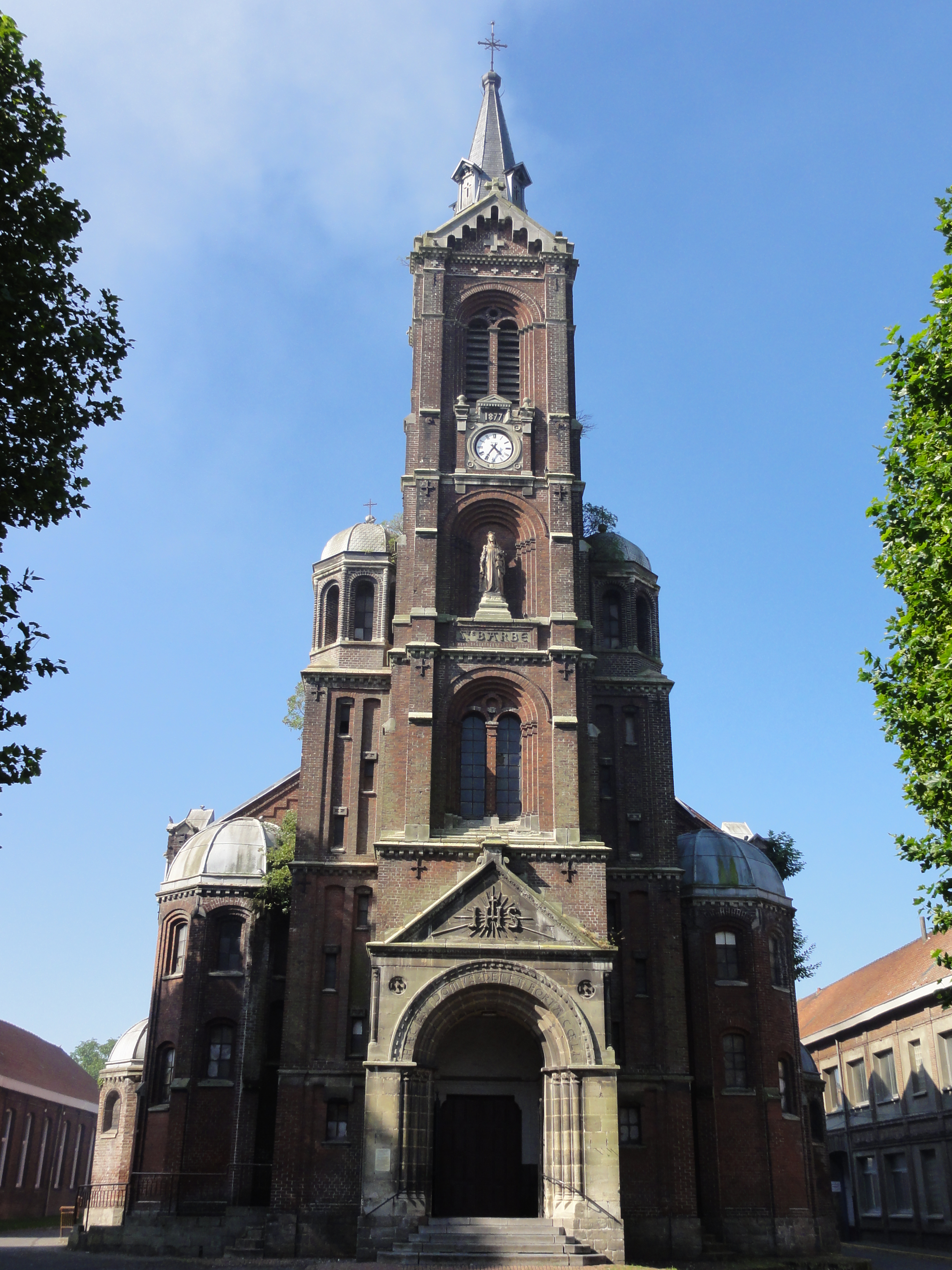
L'église Sainte-Barbe.

- L'église Sainte-Barbe. Elle fait l’objet d’une inscription au titre des monuments historiques depuis le 9 octobre 2009[48]. On ne peut dissocier l’histoire de la paroisse et de l’église Sainte-Barbe à celle de l’exploitation minière. En 1857, avec la construction de nombreux corons pour accueillir les mineurs de la fosse no 1, on nomma un vicaire, Élisée Dussart, pour s’occuper des fidèles. Il célébrait la messe dans trois maisons de la rue Saint-Arnaud (12,14,16) qu’on faisait communiquer pour contenir toute la foule. Le 1er janvier 1864, la paroisse est officiellement érigée et c’est l’abbé Marquant qui a l’honneur d’ouvrir le premier registre. En 1868, on construit un presbytère et en 1875, le conseil d’administration des mines de Vicoigne vote un budget de 100 000 francs pour la construction d’un édifice religieux. La tâche est confiée à l’architecte M. Moyaux qui termine les travaux en 1878. En hommage à la patronne des mineurs, on lui donne le nom de Sainte-Barbe et on inscrit sur son portail : « HAEC EST DOMUS DEI ET PORTAE CAELI (Ici est la maison du seigneur et la porte du ciel) ». Le 25 août 1876, on bénit la cloche « Julie » et le 26 octobre 1913, c’est Fernand Lesert qui inaugure les orgues. Le 11 mai 1914, on tirera même un feu d’artifice du sommet du clocher.

Au cours de la grande guerre, les obus ne font que l’effleurer. Chapelle ardente, elle accueille les soldats tués à Notre-Dame-de-Lorette, comme le général Moussy. Le 12 juin 1929, dans l’église et dans la ville se déroule un événement marquant : le congrès eucharistique diocésain, en présence des plus hautes autorités religieuses et de plus de 15 000 fidèles. Un cortège de 80 groupes français et polonais défila sur plus d’un kilomètre jusqu’au stade.
- Les anciens grands bureaux et ateliers centraux de la compagnie des mines de Vicoigne-Noeux-Drocourt. Ils font l’objet d’une inscription au titre des monuments historiques depuis le 1er décembre 2009[49].
- L'ancien carreau de la fosse n° 1 de la compagnie des mines de Vicoigne-Noeux-Drocourt. Il fait l’objet d’une inscription au titre des monuments historiques depuis le 1er décembre 2009[50].
- L'ancienne pharmacie centrale de la Compagnie des Mines de Vicoigne-Noeux-Drocourt. Elle fait l’objet d’une inscription au titre des monuments historiques depuis le 12 janvier 2010[51].
- L'ancienne coopérative des ouvriers mineurs de la Compagnie des Mines de Vicoigne-Noeux-Drocourt. Elle fait l’objet d’une inscription au titre des monuments historiques depuis le 22 septembre 2010[52].
- Fosse n° 7 de la compagnie des mines de Vicoigne-Noeux-Drocourt et du groupe de Béthune des Houillères du Bassin du Nord et du Pas-de-Calais. Elle fait l’objet d’une inscription au titre des monuments historiques depuis le 24 mars 2010[53].

#### Autres lieux et monuments

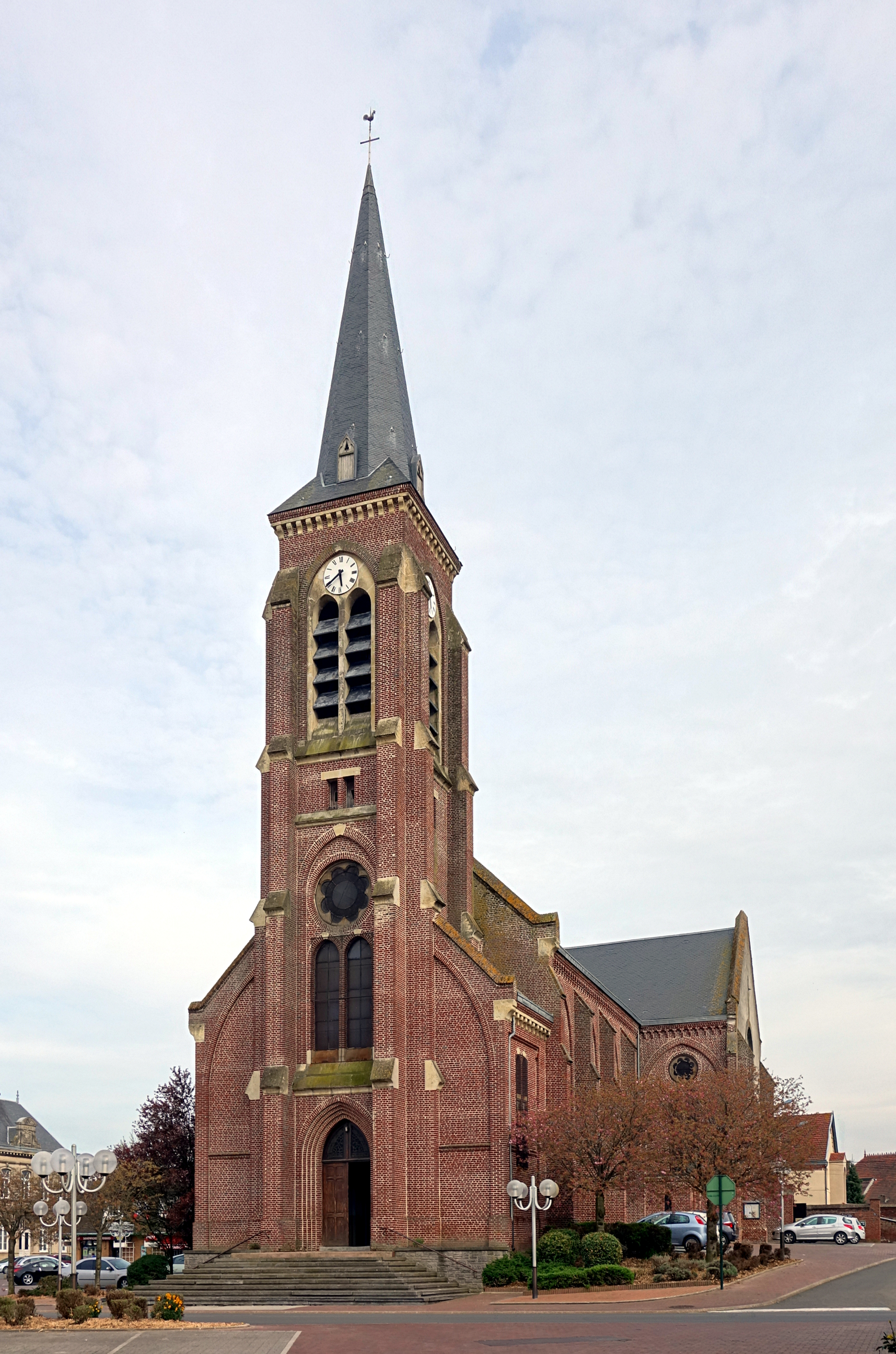
Église Saint-Martin.

- L'église Saint-Martin. Elle est construite à une date inconnue, on sait que ce sont les Vikings qui l'ont détruite en 882. Reconstruite à l’identique par ordre du pape Adrien III, elle sera de nouveau rasée en 1550. Treize ans plus tard, un nouvel édifice est érigé, sous lequel seront enterrés les notables entre 1678 et 1708. Cette année-là, les soldats espagnols mettent le feu au clocher dans lequel se sont réfugiés des soldats français et des villageois. L’incendie fera neuf victimes. Sept ans après, on bâtit une quatrième église qui tombera en ruines.

En 1790, elle est fermée et transformée en atelier de salpêtre. C’est une grange située dans une rue derrière, qui sert pour les offices. Le 25 mai 1820, on lance une souscription publique et en 1822, Louis XVIII donne l’autorisation du début des travaux qui s’achèvent en 1827. Cette nouvelle église, fabriquée à faible coût, est trop petite et vite délabrée. Il faut la rénover en 1845. Puis on l’agrandit en 1876 grâce à une somme conjointe de l’État, la commune et la population.
Après la foudre en 1910, c’est ensuite au tour des conflits de s’attaquer au bâtiment. Le 25 mars 1917, un obus autrichien s’abat dans l’édifice au moment où aurait dû se dérouler un cortège funèbre. Heureusement, la prudence de l’abbé Roussel permet d’éviter un carnage. En 1940, un autre bombardement fit heureusement peu de dégâts. Le dernier aléa de la vie tourmentée de l’église Saint-Martin est dû au modernisme et remonte en 1993. Le chauffage, installé depuis quelques décennies avait provoqué une condensation propice au développement d’un champignon appelé mérule. Il en coûtera 1,7 million de francs et plusieurs mois de travaux pour que les Nœuxois retrouvent leur lieu de prières.
- Le monument aux morts, sur la place, commémorant la Première Guerre mondiale, la Seconde Guerre mondiale et la guerre d'Algérie et le monuments aux morts, au cimetière communal, commémorant la guerre franco-allemande de 1870[54].

### Patrimoine culturel
L'artiste Ladislas Kijno passe une partie de son enfance à Nœux-les-Mines, où son père travaille aux Houillères. En souvenir de ces années, il fait don à la ville de dizaines d'œuvres. Ces œuvres sont rassemblées dans un bâtiment administratif ouvert au public.

### Personnalités liées à la commune
- Jacques Alleman (1882-1945), architecte, y a vécu et y est mort.
- Adolphe Leroy (1901-1978) et Rose Merlin (1898-1990) y ont fondé, dans la commune, les magasins Stocks américains devenus Leroy Merlin.
- Gérard Houllier (1947-2020), entraîneur de football, entraîneur de l'Union sportive nœuxoise pendant quatre saisons.
- Ladislas Kijno (1921-2012), artiste peintre contemporain, y demeura.
- Raymond Kopa (1931-2017), footballeur français, il emmène, en 1958, l'équipe de France en demi-finale de la Coupe de monde pour la première fois de son histoire, né à Nœux-les-Mines.
- Daniel Lenoir, (1955-), fils d’Émile Lenoir (1931-1989) qui fut secrétaire général de la mairie de Nœux-les-Mines, y a vécu son enfance et son adolescence.
- Stéphane Lefebvre (1992-), pilote de rallye, champion du monde junior WRC en 2014, né à Nœux-les-Mines.

### Héraldique
| Blason de Nœux-les-Mines | Blason  | D'azur aux attributs de mineur, au casque d'argent sur un piquet d'or, à la masse d'argent ombrée de sable et emmanchée d'or, brochant en bande, au pic et à la rivelaine de sable emmanchés d'or passés en sautoir et brochants, à la lampe de mineur de sable ouverte d'argent et allumée d'or appendue à l'ensemble, la rivelaine soutenue d'une hache d'argent emmanchée d'or, posée en barre et surbrochant, le tout en-travaillé avec une cordelette de sable, accompagné de deux barres d'argent, celle du chef haussée et celle de la pointe abaissée, chacune chargée d'une cotice en barre ondée de gueules, et délimitant des angles de sinople. Ornements extérieursCroix de guerre 1914-1918 |
| Blason de Nœux-les-Mines | Détails | Adopté par la municipalité vers 1925. |

## Pour approfondir

#### Bases de données, dictionnaires et encyclopédies
- Ressources relatives à la géographie :   - Insee (communes)
  - Ldh/EHESS/Cassini
- Ressource relative à plusieurs domaines :   - Annuaire du service public français
- Ressource relative à la musique :   - MusicBrainz
- Notices d'autorité :   - VIAF
  - BnF (données)